# Skrajna Tomkowa Igła

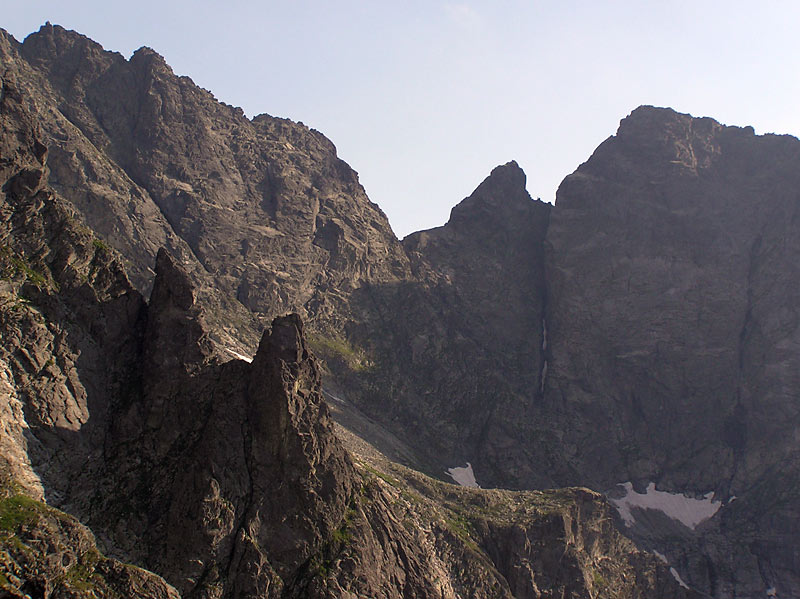
Tomkowe Igły po lewej stronie, w dole

Skrajna Tomkowa Igła (niem. Unteres Tomkow-Türmchen, słow. Predná Tomkova ihla, węg. Elülsõ-Tomko-tû, 2109 m) – wybitna turnia w masywie Niżnich Rysów w Tatrach Polskich. Znajduje się w zachodniej grzędzie ich trzeciego w kolejności od południa wierzchołka (Zadnia Turnia w Niżnich Rysach, 2402 m). Jest najniżej położoną z trzech Tomkowych Igieł. Od wyższej Zadniej Tomkowej Igły oddziela ją Niżnia Tomkowa Przełączka (2094 m). Tomkowym Igłom i przełączkom między nimi nadano nazwę dla uczczenia wybitnego przewodnika tatrzańskiego Józefa Gąsienicę Tomkowego (1887 – ok. 1942).
Władysław Cywiński pisze w 9. tomie przewodnika Tatry, że Skrajna Tomkowa Igła gdyby nie tkwiła w olbrzymim masywie Niżnich Rysów – uznawana byłaby za wybitny szczyt. Pierwszy zdobywca zachodniej ściany turni – Jan Wolf – uznawał ją za samodzielny szczyt. Wysokość jej zachodniej ściany wynosi 200–400 m (w zależności od umownej granicy podstawy). Również na północ i północny zachód, do zachodniej depresji opadającej z przełączki między pierwszym i drugim wierzchołkiem Niżnich Rysów opada urwistą ścianą o wysokości 100–200 m (bezpośrednio pod tą ścianą znajduje się Prawy Kocioł). W ścianach Skrajnej Tomkowej Igły wyróżniono takie formacje skalne jak Zachód Klemensiewicza i Półka Staszla.
Pierwsze wejście na Skrajną Tomkową Igłę: Róża Drojecka, Janusz Korosadowicz, Zbigniew Korosadowicz, Maciej Zajączkowski i Wawrzyniec Żuławski 16 sierpnia 1935 r.

## Drogi wspinaczkowe
Z racji stosunkowo krótkiej drogi dojściowej jest popularnym celem wspinaczki skalnej. Poprowadzono na niej 2 drogi wspinaczkowe.
- Środkiem zachodniej ściany Skrajnej Tomkowej Igły; V+, miejsce A0, czas pierwszego przejścia 6 godz. Pierwsze przejście: Jan Wolf 27 sierpnia 1983 r.[3]
- Direttissima północno-zachodniej ściany Skrajnej Tomkowej Igły; VI-, 3 godz. Pierwsze przejście: Krzysztof Liszewski i Piotr Waloszczyk 24 sierpnia 1990 r.[3]